# Paul Anka
Paul Albert Anka, OC (* 30. července 1941) je americký zpěvák, textař a příležitostný herec, který se narodil v Kanadě a během 50., 60. a 70. let se proslavil hity jako "Diana", "Lonely Boy", "Put Your Head on My Shoulder" a "(You're) Having My Baby"

## Životopis

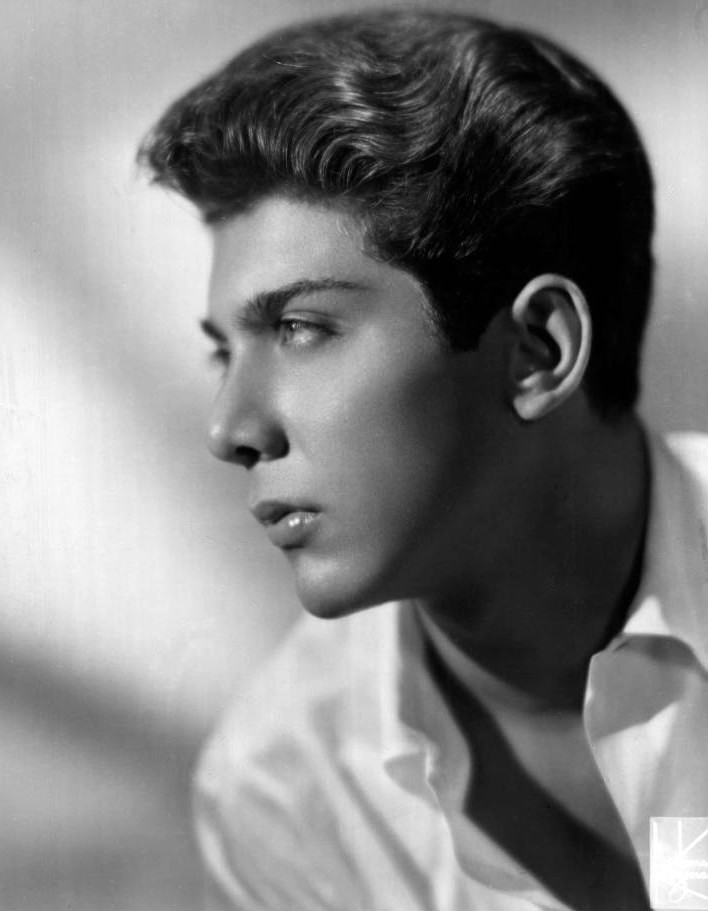
Paul Anka v roce 1961

Narodil se 30. července 1941 v hlavním městě Kanady Ottawě Camelii (za svobodna Tannis) a Andrew Emile "Andy" Ankovi, staršímu, který vlastnil restauraci jménem Locanda. Oba jeho rodiče byli pravoslavní křesťané. Ankův otec Andy byl Syřan z Oyoun Al Wadi na předměstí Damašku, z rodiny Na'Nou' a matka Camelia byla Libanonka z města Kfarmiški a zemřela, když bylo Paulovi 18 let.
Paul v dětství zpíval ve sboru antiochejského ortodoxního chrámu v Ottawě a učil se hře na klavír. Od mládí psal texty k písním. Svůj největší hit píseň Diana napsal v šestnácti letech a krátce na to se stal idolem fanoušků a hlavně fanynek i za hranicemi své rodné země. Píseň vyšla na SP desce v roce 1957. Po dalších textech přišel hit, který napsal v roce 1969, píseň My Way.
Texty písní psal také pro další známé zpěváky, například Buddy Hollyho, Franka Sinatru nebo Toma Jonese.
V jeho repertoáru převažují kantilénové melodie s anglickými texty. Své písně doprovází hrou na klavír, banjo, příležitostně i na jiný nástroj. Paul Anka si udržuje po celou svou kariéru postavení popové hvězdy a dává o sobě pravidelně vědět svými koncerty. Paul Anka příležitostně hraje i ve filmech. Jeho nejznámější film je Keep It Cool.
Na počátku 90. let spoluvlastnil hokejový klub NHL Ottawa Senators. Od roku 1990 má občanství USA. Pěveckou i hereckou kariéru ukončil roku 2020.

## Rodina
Paul Anka byl třikrát ženat. Z prvního manželství (1963-2001) s Annou de Zogheb má 5 dcer, jejichž jména začínají písmenem A. z druhého manželství s Annou Åbergovou (2008-2010) má jednoho syna. Třetí manželství s Lisou Pembertonovou bylo bezdětné a také dlouho nevydrželo (sňatek 2016; rozvedeni roku 2020).

## Koncerty v Praze
- Léto 1966
- 22. července 2014 v Kongresovém centru (kvůli onemocněním hrtanu posunul termín o 2 dny později oproti plánu).

## Diskografie
Paul Anka vydal v letech 1958-2013 28 alb.

## Filmografie
V letech 1958-2020 hrál v celkem 30 filmech, většinou malé role.